# Marhamat
Marhamat ist eine Stadt in der usbekischen Viloyat Andijon im Ferghanatal und Hauptort des gleichnamigen Bezirks.
Die Stadt liegt etwa 35 km südlich der Viloyathauptstadt Andijon. Durch die Stadt fließt der Südliche Ferghanakanal.
Im Jahr 1974 erhielt Marhamat das Stadtrecht. Gemäß der Bevölkerungszählung 1989 hatte die Stadt 11.055 Einwohner, einer Berechnung für 2010 zufolge betrug die Einwohnerzahl 15.810.

## Söhne und Töchter der Stadt
- Barno Ismatullayeva (* 1991),[3] Opernsängerin